# 甲子慧
謝佩芬，臺灣女歌手，17歲時以藝名甲子慧出道而聞名。

## 經歷
謝佩芬於10歲便參加歌唱比賽，12歲就曾以本名謝佩芬拍過伴唱帶，幫助一家人的生活。14歲時，參加歌林唱片所主辦的歌唱比賽決選中，獲得唱片公司簽約。17歲時以藝名「甲子慧」出道，並推出台語專輯。
謝佩芬是新北市勞工局「勞工之星」的代言人。

## 戲劇作品
| 年份   | 頻道       | 劇名                  | 飾演   |
| ------ | ---------- | --------------------- | ------ |
|        | 民視       | 台灣奇案 - 社頭豬母怨 |        |
|        | 大愛       | 大愛劇場 - 金海清空   |        |
| 2005年 | 八大第一台 | 第一劇場 - 玉蟬夜啼   | 施麗娟 |
| 2005年 | 八大第一台 | 第一劇場 - 幽靈夫妻   | 玉珠   |

## 外部連結
- 甲子慧 音樂作品 - 佳佳唱片行 （页面存档备份，存于）